# Star Trek: Lower Decks/Staffel 1
Mit der 10-teiligen ersten Staffel begann im August 2020 die US-amerikanische Star-Trek-Fernsehserie Lower Decks. Sie ist die zweite Animations-Fernsehserie, die im fiktiven Star-Trek-Universum spielt. Im Gegensatz zu den meisten anderen bisher erschienenen Star-Trek-Serien stehen hier nicht die Führungsoffiziere eines Raumschiffs im Fokus, sondern vier junge Ensigns. Ein häufiges Merkmal der Serie sind Easter Eggs und sonstige Referenzen zu anderen Serien und Filmen aus dem Star-Trek-Universum.

## Episoden
| Nr. (ges.) | Nr. (St.) | Deutscher Titel            | Originaltitel          | Erstveröffentlichung USA | Deutschsprachige Erstveröffentlichung (D/A/CH) | Regie          | Drehbuch                     | Länge  |
| --- | --------- | -------------------------- | ---------------------- | ------------------------ | ---------------------------------------------- | -------------- | ---------------------------- | ------ |
| 1 | 1         | Der Zweite Kontakt         | Second Contact         | 6. Aug. 2020             | 22. Jan. 2021                                  | Barry J. Kelly | Mike McMahan                 | 24 min |
| Fähnrich D’Vana Tendi trifft auf der USS Cerritos ein und wird von den Fähnrichen Brad Boimler und Beckett Mariner durch das Raumschiff geführt. Boimler wird von Captain Carol Freeman gebeten, über etwaige Protokollverstöße der rebellischen Mariner zu berichten. Auf einer Mission ertappt Boimler Mariner dabei, wie sie Ausrüstung an örtliche Farmer verteilt. Die beiden werden von einem Nutztier angegriffen, das Boimlers Uniform zerstört und ihn mit Schleim bedeckt. In der Zwischenzeit bringt Commander Jack Ransom unwissentlich einen außerirdischen Virus von der Planetenoberfläche auf die Cerritos, der schnell einen Großteil der Besatzung infiziert. Fähnrich Sam Rutherford hat ein Date mit Fähnrich Barnes, als dies geschieht. Sie kämpfen gemeinsam gegen infizierte Besatzungsmitglieder, aber Rutherford verliert das Interesse an Barnes, weil sie sich nicht für die Schiffsmechanik interessiert. Die leitende medizinische Offizierin T’Ana benutzt den Schleim auf Boimler, um ein Gegenmittel für das Virus zu synthetisieren und wird von Freeman gelobt. Boimler beschließt, Mariner nicht zu melden, sehr zum Leidwesen von Freeman, die Mariners Mutter ist und nach einem Grund gesucht hat, sie vom Schiff zu entfernen. Mariner bietet sich als Mentor für Boimler an. |           |                            |                        |                          |                                                |                |                              |        |
| 2 | 2         | Gesandte                   | Envoys                 | 13. Aug. 2020            | 22. Jan. 2021                                  | Kim Arndt      | Chris Kula                   | 24 min |
| Boimler erhält den Auftrag, den klingonischen General K'orin in die Botschaft der Vereinigten Föderation der Planeten auf Tulgana IV zu bringen. Mariner lässt sich für dieselbe Mission abkommandieren und offenbart, dass sie mit K'orin befreundet ist. Die beiden trinken und schwelgen in Erinnerungen, während Boimler sie zu dem Planeten fliegt. Nach der Landung stiehlt ein betrunkener K'orin das Shuttle. Während sie K'orin aufspüren, fühlt sich Boimler im Vergleich zu Mariner unvorbereitet auf die Arbeit im Feld und droht, die Sternenflotte zu verlassen. Ein Ferengi, den Mariner für vertrauenswürdig hält, bietet ihnen seine Hilfe an, doch Boimler warnt davor und behält Recht, als der Ferengi ein Messer auf sie richtet. Boimler verscheucht den Ferengi. Die beiden finden K'orin und lassen ihn in der Botschaft zurück, bevor sie zu den Cerritos zurückkehren. Boimler zieht Mariner damit auf, dass er derjenige war, der die Ferengi besiegt hat, ohne zu wissen, dass Mariner den Vorfall inszeniert hatte. Währenddessen wechselt Rutherford von der Technik in andere Abteilungen, in der Hoffnung, mehr Zeit mit Tendi verbringen zu können. Er beschließt, dass er im Maschinenraum arbeiten möchte, und sie beschließt, Zeit mit ihm zu verbringen, während er arbeitet. |           |                            |                        |                          |                                                |                |                              |        |
| 3 | 3         | Der Zeitpuffer             | Temporal Edict         | 20. Aug. 2020            | 22. Jan. 2021                                  | Bob Suarez     | Dave Ihlenfeld, David Wright | 23 min |
| Die Cerritos ist auf dem Weg nach Cardassia Prime zu Friedensverhandlungen, als sie umdisponiert wird, um stattdessen „diplomatischen Schmuck“ nach Gelrak V zu liefern. Das verärgert Freeman, die glaubt, die Cerritos werde von der Sternenflotte nicht respektiert. Die Fähnriche unterrichten Tendi über die „Pufferzeit“, eine alte Tradition, bei der sich die Besatzung der unteren Decks zwischen den Einsätzen Zeit zum Entspannen nimmt. Boimler verrät dies versehentlich an Freeman, die eine Frist für alle Aufgaben einführt. Das Schiff versinkt im Chaos, als die Besatzung versucht, ihre Arbeit rechtzeitig zu erledigen, und diese Verwirrung führt dazu, dass das Außenteam das falsche Geschenk nach Gelrak V bringt. Die Besatzung ist nicht in der Lage zu reagieren, bis Boimler Freeman daran erinnert, dass sie in der Lage sein müssen, ihre Arbeit in ihrer eigenen Zeit zu erledigen. Sie stoppt die Zeitvorgaben, und die Besatzung kann sich auf die Abwehr der Angreifer konzentrieren. Später führt Freeman ein neues Mandat mit dem Namen „Der Boimler-Effekt“ ein, das die Besatzungsmitglieder dazu ermutigt, Abkürzungen zu nehmen, die Regeln nicht blind zu befolgen und „Pufferzeit“ einzubauen, wann immer sie es für richtig halten – sehr zum Leidwesen des buchstabengetreuen Boimler. |           |                            |                        |                          |                                                |                |                              |        |
| 4 | 4         | Das Generationenschiff     | Moist Vessel           | 27. Aug. 2020            | 22. Jan. 2021                                  | Barry J. Kelly | Ann Kim                      | 25 min |
| Die Cerritos nimmt an einer gemeinsamen Mission mit der USS Merced teil, um ein behindertes Generationenschiff abzuschleppen. Das Schiff hat Terraforming-Material an Bord, das träge Materie in organische Materie umwandelt. Freeman gibt Mariner die unbeliebtesten Aufgaben, um sie zu zwingen, auf ein anderes Schiff zu wechseln, aber Mariner findet einen Weg, diese Aufgaben angenehm zu gestalten. Freeman befördert Mariner daraufhin zum Leutnant, um sie zum Wechsel zu bewegen. Während der Mission verkrüppelt das Terraforming-Material die Merced und beginnt, die Cerritos zu terraformen. Mariner arbeitet mit Freeman zusammen, um dem Terraforming zu entgehen und das Schiff mit Hilfe von Umweltkontrollen wieder in seinen vorherigen Zustand zu versetzen sowie die Besatzung der Merced zu retten. Währenddessen verhindert Tendis Ungeschicklichkeit den spirituellen Aufstieg von Lieutenant O'Connor. Trotzdem opfert sich O'Connor beinahe, um Tendi während der Terraforming-Katastrophe das Leben zu retten. Diese Tat bewirkt, dass er den spirituellen Aufstieg erreicht, auch wenn es ein schmerzhafter Prozess zu sein scheint. Mariner wird zu einem Treffen eingeladen, bei dem sie sich über die ungewöhnliche Aussprache des Wortes „Sensor“ durch einen Admiral lustig macht, was dazu führt, dass sie wieder zum Fähnrich degradiert wird.                                                     |           |                            |                        |                          |                                                |                |                              |        |
| 5 | 5         | Mondtrümmer und Liebesleid | Cupid’s Errant Arrow   | 3. Sep. 2020             | 22. Jan. 2021                                  | Kim Arndt      | Ben Joseph                   | 24 min |
| Boimler heißt seine Freundin Barbara auf der Cerritos willkommen. Mariner bezweifelt, dass Barbara aufrichtig an Boimler interessiert ist, und ist besessen davon, ihre Hypothese zu beweisen. Die Cerritos unterstützt die USS Vancouver bei der kontrollierten Sprengung eines instabilen Mondes. Freeman muss sich mit der Politik der Außerirdischen auseinandersetzen, bevor die Sprengung durchgeführt werden kann. Rutherford und Tendi sind begeistert von der Besichtigung der größeren Vancouver mit ihrer hochmodernen Technologie. Sie treffen Lt. Commander Docent, der nach einem kurzen Wettstreit verlangt, dass einer von ihnen gegen ihren Willen auf die Vancouver versetzt wird. Dies führt zu einem kurzen Handgemenge. Docent gibt später zu, dass er mit den aufregenden und epischen Abenteuern an Bord der Vancouver nicht zurechtkommt und mit einem der Cerritos-Offiziere tauschen wollte, um auf einem langweiligeren Schiff zu sein. Mariner entdeckt, dass Barbara unter dem Einfluss eines außerirdischen Parasiten steht, der sich an Boimler festgesetzt hat und den sie entfernt. Ohne den Parasiten verlässt Barbara Boimler, während Mariner und Barbara feststellen, dass sie viele Gemeinsamkeiten haben und Freunde werden. Freeman vollendet die Zerstörung des Mondes. |           |                            |                        |                          |                                                |                |                              |        |
| 6 | 6         | Diplomatischer Schrott     | Terminal Provocations  | 10. Sep. 2020            | 22. Jan. 2021                                  | Bob Suarez     | John Cochran                 | 24 min |
| Die Cerritos befindet sich in einer Patt-Situation mit den Drookmani wegen der Bergung eines alten Sternenflottenschiffs. Mariner und Boimlers Freund, Fähnrich Fletcher, bietet an, die isolinearen Kerne des Schiffes für sie zu rekalibrieren, damit die beiden früher von der Arbeit wegkommen und ein Konzert besuchen können. Als sie zurückkehren, ist er Opfer eines Angriffs und der Schildkern verschwunden. Rutherford zeigt Tendi auf dem Holodeck seinen neuen holografischen Assistenten: ein anthropomorphes Sternenflottenabzeichen namens Badgey. Die Drookmani beginnen, die Cerritos anzugreifen, die nun ohne Schilde ist, und verursachen eine Holodeck-Fehlfunktion, die dazu führt, dass Badgey mordlüstern wird. Badgey greift Rutherford und Tendi an, die ihn besiegen, indem sie das Holodeckprogramm in eine Tundra ändern, die Badgey einfriert. Boimler und Mariner entdecken, dass Fletcher den Angriff inszeniert hat, weil er nicht in der Lage war, die Arbeit zu vollenden. Der fehlende Kern randaliert, bevor er aus einer Luftschleuse gesprengt wird. Er driftet zum Schiff der Drookmani, setzt es außer Gefecht und stoppt ihren Angriff. Fletcher wird für das Aufhalten der Drookmani mit einer Versetzung auf die USS Titan belohnt, wo er eine Woche später entlassen wird. |           |                            |                        |                          |                                                |                |                              |        |
| 7 | 7         | Viel Lärm um Boimler       | Much Ado About Boimler | 17. Sep. 2020            | 22. Jan. 2021                                  | Barry J. Kelly | M. Willis                    | 25 min |
| Boimler meldet sich freiwillig, um Rutherfords neues Transporter-Upgrade zu testen, das eine Fehlfunktion aufweist und ihn „phasieren“ lässt. Tendi stellt einen Hund mit einer Reihe von seltsamen Fähigkeiten her. Sowohl Boimler als auch der Hund werden zur medizinischen Versorgung auf die „Farm“ an Bord der USS Osler gebracht. Andere Patienten glauben, dass die Farm nur eine Fassade für einen schrecklichen Ort ist. Freeman wird zu einer verdeckten Mission abkommandiert, und Mariners alte Freundin Captain Amina Ramsey übernimmt in ihrer Abwesenheit vorübergehend das Kommando. Um zu verhindern, dass sie von Ramsey befördert wird, zeigt Mariner untypische Inkompetenz, ist aber gezwungen, selbstbewusst die Kontrolle zu übernehmen, als die Cerritos die USS Rubidoux findet, die von einem aus dem Weltraum schlüpfenden Wesen auseinandergerissen wird. Die Patienten auf der Osler versuchen eine Meuterei, werden aber von Boimler verraten, der sich von seinem Phasing erholt und versucht, Frieden zu schließen. Als die Patienten ihn gerade aus einer Luftschleuse werfen wollen, kommen sie auf der Farm an, einem echten, luxuriösen medizinischen Kurplaneten, dessen Bewohner die beste Pflege erhalten. Boimler versucht zu bleiben, wird aber auf die Cerritos zurückgeschickt, da er geheilt ist. Ramsey trennt sich freundschaftlich von Mariner.                                          |           |                            |                        |                          |                                                |                |                              |        |
| 8 | 8         | Veritas                    | Veritas                | 24. Sep. 2020            | 22. Jan. 2021                                  | Kim Arndt      | Garrick Bernard              | 25 min |
| Mariner, Boimler, Tendi und Rutherford werden von Clar vor ein außerirdisches Gericht gebracht, das von ihnen verlangt, über die Handlungen der älteren Besatzung der Cerritos auszusagen. Mariner erzählt von einer missglückten Auseinandersetzung mit den insektoiden Clickets, die dadurch verärgert sind, dass Mariner Freemans Befehle missverstanden hat. Rutherford erinnert sich an eine riskante Mission, bei der er ein romulanisches Bird of Prey-Raumschiff aus einem vulkanischen Raumschiffmuseum gestohlen hat, aber aufgrund seines kybernetischen Implantats hat er Lücken in seiner Erinnerung. Tendi sagt aus, dass sie irrtümlich zu einer verdeckten Mission mit dem Bird of Prey zum Planeten Romulus gebracht wurde, um ein unbekanntes Paket zu stehlen. Clar zweifelt an ihren Schilderungen und ihrer Verwirrung, da er der Meinung ist, dass Sternenflottenoffiziere wissen sollten, was auf ihrem Schiff vor sich geht, aber Boimler versichert ihm, dass Sternenflottenmitglieder ständig Fehler machen (einschließlich der Eskapaden mit Q oder dem Betreten des falschen Schiffes), und beschuldigt Clar, einen Trommelwirbelprozess zu führen. Clar stellt klar, dass es sich in Wirklichkeit um eine Feier anlässlich seiner Rettung von Romulus durch die Cerritos handelt und er nur einen Bericht über diese Ereignisse haben wollte. Die Fähnriche ignorieren später eine weitere Begegnung mit Q. |           |                            |                        |                          |                                                |                |                              |        |
| 9 | 9         | Der Aufstieg von Vindicta  | Crisis Point           | 1. Okt. 2020             | 22. Jan. 2021                                  | Bob Suarez     | Ben Rodgers                  | 26 min |
| Um sich auf das Gespräch mit Freeman vorzubereiten, erstellt Boimler ein Holodeck-Programm, das die privaten Logbücher der Besatzung nutzt, um eine genaue Simulation der Cerritos und ihrer Besatzung zu erstellen. Aufgrund von Mariners Verhalten in letzter Zeit schickt Freeman sie zum Schiffstherapeuten Dr. Migleemo. Mariner besteht darauf, dass es ihr gut geht. Später übernimmt sie boshafterweise Boimlers Programm, um eine filmähnliche Erfahrung zu schaffen, in der sie die schurkische Vindicta spielt. Mariner dringt in die Simulation der Cerritos ein und tötet die Besatzung. Boimler und Rutherford schließen sich der holografischen Besatzung an, um gegen Vindicta zu kämpfen, während Tendi die Simulation verlässt, nachdem er sich durch Mariners Verhalten gestört fühlt. Mariner stürzt schließlich die Simulation der Cerritos ab und kämpft dann gegen eine holografische Nachbildung ihrer selbst, was sie dazu bringt, ihre wahren Gefühle für ihre Mutter und die Sternenflotte zu erkennen. Da sie zu dem Schluss kommt, dass diese „Therapie“ funktioniert hat, verlässt sie das Holodeck. Boimler schließt die Simulation ab und erfährt dabei zufällig, dass Freeman die Mutter von Mariner ist. Bei der Befragung des Captains scheitert Boimler, weil sie in Panik gerät, weil er von ihrer Beziehung zu Mariner weiß.                                                                       |           |                            |                        |                          |                                                |                |                              |        |
| 10 | 10        | Keine kleinen Rollen       | No Small Parts         | 8. Okt. 2020             | 22. Jan. 2021                                  | Barry J. Kelly | Mike McMahan                 | 28 min |
| Boimler enthüllt der Besatzung versehentlich, dass Mariner die Tochter von Freeman ist. Die Cerritos nimmt neue Besatzungsmitglieder auf, darunter einen Exocomp namens Erdnusssnackbox. Sie erhalten einen Notruf von der USS Solvang und finden sie zerstört vor, und zwar von den Pakleds, einer Gruppe dummer Außerirdischer, die zu einer Bedrohung geworden sind, während sie von der Sternenflotte ignoriert werden. Sie beginnen, die Cerritos zu zerstören. Rutherford plant, das Pakled-Schiff mit Hilfe eines von Badgey entwickelten Computervirus außer Gefecht zu setzen. Erdnusssnackbox weigert sich, den Virus zu liefern, und zwingt so Lieutenant Shaxs und Rutherford, mit einem Shuttle zum Pakled-Schiff zu fliegen. Dort lädt Badgey den Virus hoch, aktiviert aber auch die Selbstzerstörung des Schiffes, um Rutherford zu töten. Shaxs nimmt Rutherfords kybernetische Implantate an sich und opfert sich, um Rutherford zur Flucht zu verhelfen; dieser verliert sein Langzeitgedächtnis. Als weitere Pakled-Schiffe eintreffen, wird die Cerritos von der USS Titan unter dem Kommando von William Riker gerettet. Für Shaxs wird ein Begräbnis abgehalten. Freeman schließt Frieden mit Mariner und schlägt vor, dass sie zusammenarbeiten, um die Vorschriften der Sternenflotte zu umgehen. Boimler nimmt eine Beförderung auf die USS Titan an.                                                          |           |                            |                        |                          |                                                |                |                              |        |